# عزلة الشعافل العليا (المحويت)

تعديل مصدري - تعديل

عزلة الشعافل العليا هي إحدى عزل مديرية الخبت في محافظة المحويت اليمنية ويبلغ تعداد سكانها 3990 نسمة حسب التعداد السكاني في اليمن لعام 2004.
وتعتمد على الزراعة والثروة الحيوانية
أبرز القبائل الساكنة
1- آل الجيلان
آل الجيلان يسكنون اللحف اللسفل وا العكاش وشاحية والهلجة الجنوبيه و الحاجب 

2- ال الهادي ويسكنون منطقة اللحف الاعلى لجبل السوود (الإجف) امتداد لقرية الهلجة الشرقية،
3-آل الشريف يسكنون الذراع الخماش وا الغلية
4- ال جعبور يسكنو منطقة السودة
5- ال الرفاعي من السودة
6- ال سود العكاش والحاجب[بحاجة لمصدر]

## روابط خارجية
- الجهاز المركزي للإحصاء بالجمهورية اليمنية
- المركز الوطني للمعلومات باليمن
- World Gazetteer:Yemen
- الدليل الشامل